# Heimsheim
Heimsheim är en stad i Enzkreis i regionen Nordschwarzwald i Regierungsbezirk Karlsruhe i förbundslandet Baden-Württemberg i Tyskland.
Kommunen ingår i kommunalförbundet Heckengäu tillsammans med kommunerna Friolzheim, Mönsheim, Wiernsheim, Wimsheim och Wurmberg.